# Mars Global Surveyor
Mars Global Surveyor (MGS), NASA-in orbiter koji je bio namijenjen dvogodišnjem proučavanju Marsa. Lansiran 11. srpnja 1996. u Marsovu je orbitu ušao 12. rujna 1997. nakon čega su uslijedila četiri mjeseca kočenja solarnim pločama kako bi se orbiter smjestio u točnu poziciju.
2. studenog 2006. tijekom trećeg produženja misije, orbiter nije uspostavio komunikaciju s kontrolom na Zemlji te je u siječnju 2007. misija okončana.

## Galerija
- Zemlja i Mjesec s Marsove orbite.
- Monolit na Fobosu.